# Gimpelhaus
Das Gimpelhaus ist eine private Schutzhütte im Tannheimer Tal im österreichischen Bundesland Tirol. Es befindet sich oberhalb der Ortschaft Nesselwängle auf 1659 m ü. A.
In sonniger Höhenlage ist das Gimpelhaus ein Ausgangspunkt für Wander- und Klettertouren, insbesondere zur nahe gelegenen Berggruppe Gimpel, Kellenspitze und Rote Flüh. Die Hütte wurde 1938/39 erbaut; dieser Bau brannte in der Nacht vom 6. August 1973 bis auf die Grundmauern ab. Danach musste die Hütte abgerissen werden, der heutige Bau wurde in den folgenden Jahren von der Familie Guem neu errichtet.
Es bietet 50 Betten und 170 Lager als Übernachtungsmöglichkeiten. In der Hütte befindet sich ein Seminarraum und eine Boulderwand. Die Hütte hat von Anfang Mai bis Ende Oktober geöffnet und ist in dieser Zeit bewirtschaftet.

## Wanderziele
- Gehrenspitze, 2164 m, Gehzeit: 2 Stunden 50 Minuten
- Gimpel, 2176 m, Gehzeit: 3 Stunden
- Kellenspitze, 2239 m, Gehzeit: 1 Stunde 50 Minuten
- Rote Flüh, 2111 m, Gehzeit: 1 Stunde 30 Minuten
- Schneetalalm, 1626 m, Gehzeit 1,5 Stunden, Wanderweg (Bergpfade), nur im Sommer geöffnet

## Nachbarhütten und Übergänge
- Otto-Mayr-Hütte ca. 3 Std.
- Bad Kissinger Hütte ca. 5 Std.
- Tannheimer Hütte ca. 10 min.
- Willi-Merkl-Gedächtnis-Hütte

## Karten
- Alpenvereinskarte BY 5 Tannheimer Berge - Köllenspitze, Gaishorn (1:25.000)
- Tannheimer Tal - Topographische Wanderkarte, Athesia Buch, 2021. (1:25.000)

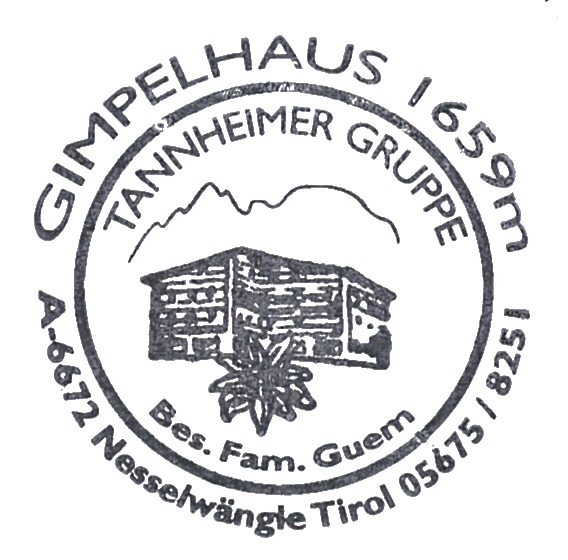
Hüttenstempel
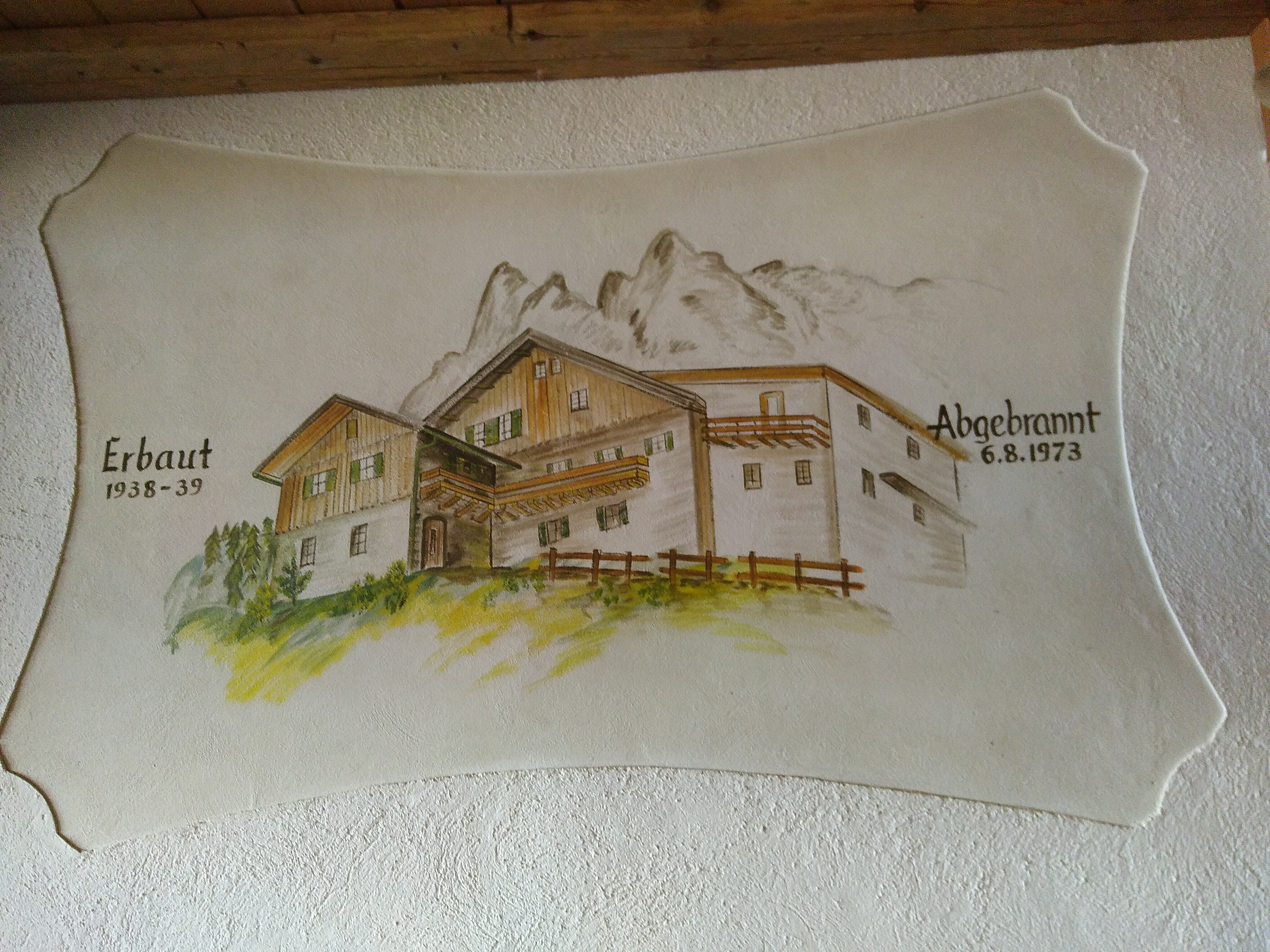
Wandbild im Gastraum
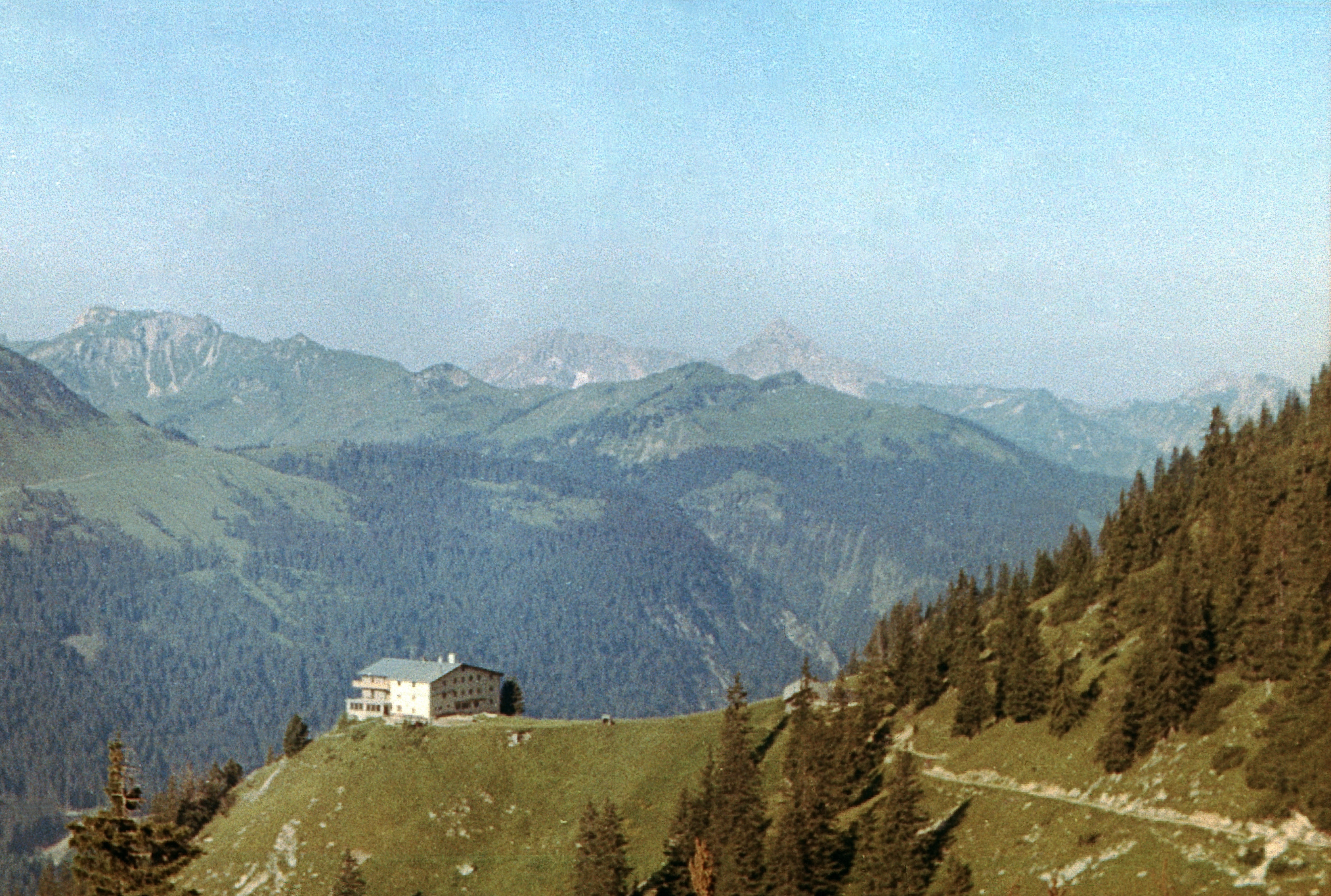
Altes Gimpelhaus im Sommer 1970